# Psychidopsis
Psychidopsis é um gênero de mariposa pertencente à família Acrolophidae.